# Autologe stamceltransplantatie
Een autologe stamceltransplantatie (autoSCT, Grieks: auto-, zelf) is een stamceltransplantatie waarbij bij de patiënt stamcellen verzameld en vervolgens na intensieve chemotherapie weer aan de patiënt teruggegeven. Bij de autologe stamceltransplantatie is de patiënt zowel de donor als ontvanger van de stamcellen; hierbij wordt geen gebruik gemaakt van een donor, zoals dat bij de allogene stamceltransplantatie het geval is.
Voorheen werden de stamcellen direct uit het beenmerg gehaald, daarom sprak men van een beenmergtransplantatie: dit gebeurt sinds 2008 alleen nog bij uitzondering en sindsdien worden de stamcellen via het bloed verzameld.
Een autologe stamceltransplantatie wordt meestal toegepast om een vorm van kanker te bestrijden middels een hoge dosis chemotherapie (cytostatica). Omdat deze chemotherapie ook het beenmerg beschadigt of doodt, worden onbeschadigde stamcellen van de patiënt teruggegeven na de behandeling. De autologe stamceltransplantatie moet daarmee alleen worden gezien als een mogelijkheid om een zeer hoge dosis chemotherapie toe te dienen en de nevenschade van deze chemotherapie te herstellen. Vaak vindt de transplantatie in een academisch ziekenhuis plaats en de nazorg in een topklinisch ziekenhuis.
De autoSCT wordt ook toegepast bij enkele gevallen van relapsing remitting multiple sclerose (RRMS).
Herstel van de gehele procedure duurt gemiddeld een half jaar.

## Indicaties
De autologe stamceltransplantatie wordt geregeld toegepast bij multipel myeloom, non-hodgkinlymfoom, hodgkinlymfoom, acute myeloïde leukemie, acute lymfatische leukemie en immuuncytopenie.
Andere toepassingen bestaan uit onder meer multiple sclerose en systemische lupus erythematodes.

## Voorbereiding
Voor aanvang van een stamceltransplantatie moeten onder meer het gebit/de mondholte, hart, longen, nieren, lever en conditie worden gecontroleerd en de emotionele toestand en thuissituatie van de patiënt in kaart worden gebracht.
De patiënt wordt geacht tweemaal per dag de groeifactor G-CSF in de buik te (laten) spuiten, dit hormoon zorgt ervoor dat meer stamcellen vrijkomen in het bloed. Deze stamcellen worden vervolgens verzameld ("geoogst", middels een stamcelaferese) en ingevroren, om na de behandeling terug te worden gegeven aan de patiënt.

### Begeleiding
Omdat de behandeling ook psychosociaal belastend is, dienen patiënten te worden begeleid. Zo moeten de thuissituatie en het sociaal netwerk van de patiënt in kaart worden gebracht. Ook dient te worden gekeken naar financiële gevolgen, zoals het wegvallen van inkomen. 

### Hart
Omdat cytostatica de hartspier kunnen beschadigen, wordt op voorhand een hartfilmpje gemaakt en onderzoekt men de ejectiefractie van de hartspier. Een gezond hart heeft een ejectiefractie van zo'n 60-70%. Indien nodig kan de hartspier worden beschermd met medicatie.

### Mondholte
De mondholte van de patiënt dient te worden gecontroleerd op infectiehaarden, door een kaakchirurg: het zogeheten focusonderzoek. De mondholte moet vrij zijn van infectiehaarden (foci) voor aanvang van de behandeling.

### Longen
Om te kijken hoe goed de longen functioneren wordt een longfunctieonderzoek gedaan. Zo kan bij problemen aan de longen worden gezien hoe de situatie voor de transplantatie was.

## Transplantatie
Vaak wordt een centraal veneuze katheter ingebracht op de opnamedag. Via deze katheter kunnen medicijnen worden toegediend én bloed worden afgenomen. Vaak wordt een dag na opname begonnen met de voorbehandeling: de conditionering.
De dag waarop de ontvanger het transplantaat ontvangt wordt geduid als dag 0, de dag daarvoor -1 en de dag erna +1. Bijvoorbeeld, als de patiënt een week voor dag 0 wordt opgenomen, dan is dat dag -7.
Haarverlies treedt vaak op na twee of drie weken vanaf het begin van de conditionering. Het is raadzaam op voorhand een haarwerk aan te schaffen indien gewenst, en voor of tijdens de opname het hoofd kaal te laten scheren.
Het transplantaat wordt op dag 0 toegediend via de katheter en lijkt erg veel op een reguliere bloedtransfusie, echter loopt het infuus niet in via een infuuspomp, maar onder invloed van de zwaartekracht. Aanmaak van bloed komt tussen dagen +10 en +12 weer op gang.
De patiënt verblijft op de kamer tot het bloedbeeld voldoende is hersteld, ook de katheter blijft minstens tot dat moment aanwezig. De patiëntenkamers zijn meestal voorzien van een luchtdrukregeling: een lichte overdruk om ziekteverwekkers uit de kamer te weren. Patiënten mogen vanwege de hygiëne geen bloemen of planten op de kamer hebben. Bezoek mag meestal worden ontvangen, onder enkele voorwaarden.
Patiënten worden tijdens de opname geacht overdag zo veel mogelijk uit bed te blijven en te bewegen. Bewegen kan echter lastig zijn op een kleine kamer en bovendien gevaarlijk omdat stoten de kans op wondjes en daarmee infecties bevordert.
Patiënten blijven gemiddeld drie weken opgenomen in het ziekenhuis.

### Hygiëne
Omdat de patiënt tijdelijk geen goed functionerend immuunsysteem heeft, moet deze worden beschermd tegen ziekteverwekkers. Patiënten worden daarom verpleegd in (omgekeerde) isolatie, met enkele voorzorgsmaatregelen.
De patiëntenkamers zijn meestal voorzien van een sluisconstructie (twee deuren) en een luchtdrukregeling: een lichte overdruk om ziekteverwekkers uit de kamer te weren. Patiënten mogen vanwege de hygiëne geen bloemen of planten op de kamer hebben.
Verder dienen patiënten vier keren per dag de mond te spoelen en de tanden te poetsen.
Bezoek mag doorgaans geen verschijnselen hebben van infecties, zoals diarree, snotneus, verkoudheid of een koortslip.

### Totale lichaamsbestraling
Totale lichaamsbestraling (TBI: total body irradiation) wordt soms toegepast als onderdeel van de conditionering. Hierbij wordt de patiënt op een brancard of bed geplaatst in de bestralingsruimte. De kop van het bestralingstoestel (de gantry) wordt zodanig gericht dat het hele lichaam van de patiënt wordt bestraald. De patiënt ligt op de zij en wordt gedurende enkele minuten met de rug naar het toestel, en vervolgens de borst naar het toestel (of andersom) bestraald.

## Risico's
Het grootste risico is dat de behandeling niet slaagt en dat de onderliggende ziekte terugkomt. Afstotingsreacties komen bij deze vorm niet voor. Patiënten zijn tijdelijk wel extra vatbaar voor infecties. Onder meer valaciclovir en co-trimoxazol worden gebruikt om virale en bacteriële infecties te onderdrukken.

## Nazorg
Voor patiënten die onvoldoende zelfredzaam zijn om direct na ontslag naar huis te kunnen is een verblijf in een zorghotel te overwegen.
Leefregels voor thuis bestaan veelal uit sociale onthouding, extra voorzichtigheid bij de persoonlijke hygiëne, niet tuinieren, het vermijden van producten die een voedselinfectie of voedselvergiftiging kunnen veroorzaken, zoals (deels) rauwe producten zoals zacht gekookte eieren, biefstuk, filet americain, rauwe vis (sashimi), rauwe melk (of rauwmelkse kaas), ongebrande noten enzovoorts. De voedingsadviezen komen veelal overeen met het zwangerschapsdieet.
Deze leefregels gelden zolang het bloed onvoldoende is hersteld of er nog immuunsuppressiva worden gebruikt.
In het eerste jaar wordt de patiënt intensief gecontroleerd op terugkeer van de ziekte en infecties.